# Epictia albipuncta
Epictia albipuncta là một loài rắn trong họ Leptotyphlopidae. Loài này được Burmeister mô tả khoa học đầu tiên năm 1861.